# Japie Mulder
Jacobus Cornelius Mulder, detto Japie (Springs, 18 ottobre 1969), è un ex rugbista a 15 e imprenditore sudafricano, già tre quarti centro campione del mondo 1995 con gli Springbok.

## Biografia
Militante nei Blue Bulls di Pretoria, esordì negli Springbok nel luglio 1994 a Wellington contro la Nuova Zelanda; prese parte successivamente alla Coppa del Mondo di rugby 1995 che vide il Sudafrica laurearsi campione del mondo.
Passato poi ai Golden Lions, formazione del Transvaal, debuttò da professionista nella relativa franchise dei Cats in Super Rugby.
Fino al 2001 disputò 34 incontri in Nazionale, con 6 mete.
Nel gennaio 2002 firmò un contratto per due stagioni con gli inglesi del Leeds Tykes, con la formula della comproprietà con i Golden Lions, per i quali avrebbe militato in Currie Cup nel semestre di inattività dell'emisfero Nord; tuttavia fu in grado di onorare solo la prima stagione, perché un infortunio al collo lo tenne lontano dai campi per tutta la fine del 2002 e l'inizio del 2003, tanto che a febbraio di quell'anno fu costretto ad annunciare il ritiro.
Da dopo il ritiro imprenditore nel campo della fornitura di apparecchiature elettroniche per ufficio, nel 2007 tornò alla ribalta allorquando fu accusato di aver tentato, nel 2005, violenza sessuale su di una ragazza all'epoca minorenne; dichiaratosi responsabile dei fatti, fu condannato nel 2009 a tre anni di detenzione con la condizionale e a una multa di 120 000 Rand (circa 11 000 €).
A fine 2009, inoltre, subì insieme alla sua famiglia un sequestro di persona: ignoti criminali lo sequestrarono e si appropriarono del suo bancomat per rapinargli il conto corrente, e dopo aver abbandonato la famiglia in un posto isolato fuggirono con la sua automobile, poi trovata distrutta in un incidente stradale.

## Palmarès
- Coppe del mondo: 1
Sudafrica: 1995